# رابرت زاینتس
رابرت زاینتس (انگلیسی: Robert Zajonc؛ ‎/ˈzaɪ.ənts/‎ ZY-ənts؛ Polish: [ˈzajɔnt͡s]؛ ۲۳ نوامبر ۱۹۲۳ – ۳ دسامبر ۲۰۰۸) یک روان‌شناس و استاد دانشگاه اهل ایالات متحده آمریکا بود.
شهرت او به واسطهٔ پژوهش‌ها و آثار مهمش در زمینهٔ فرایندهای اجتماعی و شناختی است.
بر پایه‌ٔ گزارش مجله روان‌شناسی عمومی در سال ۲۰۰۲ میلادی، او سی و پنجمین روان‌شناس قرن بیستم از لحاظ بیشترین استناد در مقالات روان‌شناسی است.
وی در سال ۱۹۷۵ میلادی برندهٔ جایزهٔ انجمن پیشبرد علوم آمریکا شد.